# Teofilantropi
Teofilantroper (av grekiskans theos, gud, filos, vän, och anthropos, människa), det vill säga Guds och människornas vänner, var medlemmarna av ett deistiskt samfund, som stiftades 1796 i Paris med syfte att ge en lämplig anknytningspunkt för den tidens gudstjänstlig-religiösa behov. I spetsen för samfundet stod en medlem av Frankrikes dåvarande styrelse, direktorn Louis-Marie de La Révellière-Lépeaux. Den första offentliga sammankomsten ägde rum den 15 januari 1797.
Gud, dygd och odödlighet var det heliga tretal, som den nya församlingen bekände sig till. Gud betecknades bland annat som "den upphöjde geometer, som förestår det stora universums stora verkstad". Gudstjänstordningen innefattade tal, sång samt åtskilliga symboliska handlingar. Man ville inte vara en "sekt", utan ge en kult och en moralundervisning för alla. Direktoriet upplät 10 kyrkor i Paris åt den nya kulten, som snart fann efterföljare även i de mindre provinsstäderna. Någon folkkyrka kunde emellertid denna konstlat skapade deistiska kyrka trots statens beskydd inte bli. Redan 1802 fråntogs föreningen de offentliga samlingslokalerna genom ett edikt av dåvarande förste konsuln Bonaparte, varefter sällskapet efter hand fullständigt upplöstes.